# 朱覲鐏
宜春怀简王朱觐鐏（1454年—1496年），明朝宜春宣和王朱奠坫嫡长子，宁献王朱权曾孙，明太祖玄孙。封宜春长子，追封为王。

## 生平
天顺二年（1458年）十月赐名。
成化十年（1474年）四月，朱觐鐏的祖父宜春安简王朱磐烑奏王府嫡長子孫按例無俸禄，但自己的子孫都已年長，请求将岁祿中的折色米酌情改为本色赐予。明宪宗命增給本色米百石。
弘治八年（1495年）朱奠坫袭封宜春王，同年朱觐鐏受封宜春长子。弘治九年（1496年）朱觐鐏、朱奠坫先后去世。弘治十一年（1498年），朱觐鐏的嫡长子朱宸浍袭封宜春王，朱觐鐏被追封为宜春怀简王。
朱觐鐏墓在新建梅嶺。

## 评价
- 《弇山堂别集》卷074：慈仁短折，平易不訾。

## 家庭

### 妻妾
- 夫人王氏，生朱宸澮[6]

### 子孫
- 嫡長子：宜春康僖王朱宸澮
- 子：鎮國將軍→庶人[7]朱宸洧（1477年12月21日—？），號元陽[8]，正德十四年（1519年）六月听命于作乱的宁王朱宸濠[9]，乱平后于正德十五年（1520年）十二月被解送京城賜自尽[10]，并焚弃尸体[11]
  - 嫡長子：輔國將軍→庶人[7]朱拱槫，號榆軒[8]，弘治十四年（1501年）正月赐名[12]
    - 第一子：庶人朱多烜[13]
      - 第一子：庶人朱謀𡎴[13]
        - 第一子：庶人朱統⿰金⿵戊占[13]
        - 第二子：庶人朱統鋻[13]
        - 第三子：庶人朱統鑰[13]
        - 第四子：庶人朱統𨧚[13]
        - 第五子：庶人朱統釭[13]

      - 第二子：庶人朱謀封[13]
        - 第一子：庶人朱統鏾[13]
        - 第二子：庶人朱統𬬔[13]
        - 第三子：庶人朱統⿱引金[13]

      - 第三子：庶人朱謀坊[13]
      - 第四子：庶人朱謀塧[13]

    - 第二子：庶人朱多燎，無嗣[13]
    - 第三子：庶人朱多𤐐[13]

  - 第二子：輔國將軍→庶人朱拱榗，號雲松[8]，因參與寧王之亂廢為庶人[7]
    - 第一子：庶人朱多焲[13]
      - 第一子：庶人朱謀壅[13]
      - 第二子：庶人朱謀⿰⿱口圭刂[13]
      - 第三子：庶人朱謀⿰土舌[13]

    - 第二子：庶人朱多𤑦[13]
      - 第一子：庶人朱謀⿰里弋[13]

    - 第三子：庶人朱多𩵩[13]
      - 第一子：庶人朱謀琦[13]

  - 第三子：輔國將軍→庶人朱拱槆，號頤新[8]，因參與寧王之亂廢為庶人[7]
    - 第一子：庶人朱多烸[13]
      - 第一子：庶人朱謀𩀌[13]
      - 第二子：庶人朱謀䦯[13]

    - 第二子：庶人朱多琰[13]
    - 第三子：庶人朱多𪎖[13]

  - 第四子：庶人朱拱橈[7]
    - 第一子：庶人朱多⿱坴火[13]
      - 第一子：庶人朱謀𧪴[13]
      - 第二子：庶人朱謀𠝥[13]
      - 第三子：庶人朱謀圪[13]

    - 第二子：庶人朱多鯕[13]
      - 第一子：庶人朱謀𡊅[13]
      - 第二子：庶人朱謀䞱[13]
      - 第三子：庶人朱謀墏[13]
- 庶四子：輔國將軍→鎮國將軍朱宸渶（1480年9月11日—？），號慎軒[8]，成化二十三年（1487年）十二月賜名[14]，弘治十一年（1498年）六月賜誥命冠服[15]，不迟于弘治十四年（1501年）加封镇国将军[16]，因被胁迫后参与宁王之乱，正德十六年（1521年）七月革爵为庶人发凤阳高墙囚禁[10]，后放回南昌，嘉靖十年（1531年）十月明世宗命有司量恤[17]，追封鎮國將軍[7]
  - 第一子：輔國將軍朱拱棪[7]，號雲山[8]
    - 第一子：奉國將軍朱多烿[7]
      - 第一子：鎮國中尉朱謀奎[13]

    - 第二子：奉國將軍朱多𪸗[7]
      - 第一子：鎮國中尉朱謀𪇮[13]，萬曆四十年（1602年）朱多烋病故，江西巡按奏請從他和鎮國中尉[13]朱多燍之間選一人以便異日備用，明神宗沒有採納[18]

  - 第二子：輔國將軍朱拱栻[7]，號蘭亭[8]
    - 第一子：奉國將軍朱多熯[7]
    - 第二子：奉國將軍朱多⿰火室[7]
      - 第一子：鎮國中尉朱謀⿰土聖[13]
      - 第二子：鎮國中尉朱謀⿰土惪[13]
      - 第三子：鎮國中尉朱謀𣙇[13]

    - 第三子：奉國將軍朱多𤍀[13]
    - 第四子：奉國將軍朱多煹[13]
      - 第一子：鎮國中尉朱謀跿[13]

  - 第三子：輔國將軍朱拱楐[7]，號和齋[8]，萬曆二十二年（1594年）正月兼理宜春府事[19]
    - 第一子：奉國將軍朱多焥[7]
      - 第一子：鎮國中尉朱謀壆[13]
        - 第一子：輔國中尉朱統銴[13]

    - 第二子：奉國將軍朱多燐[7]
      - 第一子：鎮國中尉朱謀垈[13]

    - 第三子：奉國將軍朱多爌[7]

  - 第四子：輔國將軍朱拱㮹[7]，號怡齋[8]
    - 第一子：奉國將軍朱多烳[7]
- 庶五子：輔國將軍→庶人朱宸㵯（1483年5月23日—？），號友竹[8]，成化二十三年（1487年）十二月賜名[14]，弘治十一年（1498年）六月賜誥命冠服[15]，正德十四年（1519年）六月听命于朱宸濠[9]，乱平后于正德十五年（1520年）十二月被解送京城赐自尽[10]，并焚弃尸体[11]
  - 第一子：庶人朱拱樌[7]，號希賢[8]
    - 第一子：庶人朱多𤏰[13]
    - 第二子：庶人朱多蘸[13]

  - 第二子：庶人朱拱枸[7]，號主敬[8]
    - 第一子：庶人朱多𨴙[13]
      - 第一子：庶人朱謀𡐔[13]
        - 第一子：庶人朱統𬫩[13]

      - 第二子：庶人朱謀⿰土亟[13]

    - 第二子：庶人朱多燏[13]
    - 第三子：庶人朱多煆[13]
      - 第一子：庶人朱謀𡋣[13]
      - 第二子：庶人朱謀𡏷[13]
      - 第三子：庶人朱謀𡊡[13]
      - 第四子：庶人朱謀𩀂[13]
      - 第五子：庶人朱謀起[13]
      - 第六子：庶人朱謀塠[13]
      - 第七子：庶人朱謀𡌴[13]

    - 第四子：庶人朱多𤑿[13]
      - 第一子：庶人朱謀頳[13]

    - 第五子：庶人朱多焫[13]
    - 第六子：庶人朱多爏[13]
      - 第一子：庶人朱謀𧼊[13]
      - 第二子：庶人朱謀闉[13]
      - 第三子：庶人朱謀䶍[13]
      - 第四子：庶人朱謀韥[13]
      - 第五子：庶人朱謀𡏅[13]
      - 第六子：庶人朱謀堣[13]
      - 第七子：庶人朱謀𧣖[13]

    - 第七子：庶人朱多郯[13]
      - 第一子：庶人朱謀塏[13][20]